# Долна Тіжіна
Долна Тіжіна (словац. Dolná Tižina) — село, громада округу Жиліна, Жилінський край, регіон Горне Поважіє. Кадастрова площа громади — 13,12 км².
Населення 1409 осіб (станом на 31 грудня 2017 року).

## Історія
Долна Тіжіна згадується 1439 року.

## Географія
Протікає потік Кур.

## Населення
| Рік:            | 1994. | 2004.   | 2014.   | 2024.    |
| --------------- | ----- | ------- | ------- | -------- |
| Кількість осіб: | 1207  | 1222    | 1326    | 1510     |
| Різниця:        |       | +1,24 % | +8,51 % | +13,87 % |

| Рік:            | 2023. | 2024.   |
| --------------- | ----- | ------- |
| Кількість осіб: | 1508  | 1510    |
| Різниця:        |       | +0,13 % |